# 貝蒂 (泰勒絲歌曲)
貝蒂是美國創作歌手泰勒·斯威夫特的一首歌曲，於2020年8月17日由聯眾唱片發行，作為她第八張錄音室專輯《美麗傳說》的第三支單曲。這首歌由斯威夫特及喬·歐文（筆名威廉·鮑里）共同創作，由斯威夫特、杰克·安东诺夫及亞倫·戴斯納共同製作。貝蒂是一首鄉村及民謠搖滾的歌曲，並有著由吉他及口琴交織而成的樂器。歌詞方面，它敘述了詹姆斯的道歉，詹姆斯是《美麗傳說》中的三角戀核心人物之一。這首歌於發行首週在告示牌的《告示牌》百强单曲榜及熱門鄉村歌曲榜分別獲得第42名及第6名，也成為斯威夫特在熱門鄉村歌曲榜的第22首前10名歌曲。

## 製作人員
資料來源：Pitchfork Media.
- 泰勒·斯威夫特：聲樂、詞曲作家、製作人
- 威廉·鮑里：詞曲作家
- 杰克·安东诺夫：製作人、錄製工程師、打擊樂、鋼琴、貝斯、高弦吉他、電吉他
- 亞倫·戴斯納：製作人、錄製工程師、打擊樂、鼓、貝斯、原聲吉他、電吉他、風琴、電子琴
- 喬什·考夫曼：錄製工程師、口琴、電子琴、搭接鋼
- 勞拉·西斯克：錄製工程師
- 喬納森·洛：錄製工程師
- 薩班·甘尼亞：混音師
- 約翰·漢斯：工程師
- 約翰·魯尼：助理工程師
- 蘭迪·美林：母帶工程師
- 米奇·弗蘭登·哈特：電子琴、踏板鋼、電子風琴、大鍵琴、電顫琴、電吉他
- 埃文·史密斯：薩克斯風、單簧管

## 榜單
| 周榜單（2020年）                  | 最高 名次 |
| --------------------------------- | --------- |
| 澳大利亞（澳大利亚唱片业协会榜）  | 22        |
| 加拿大（Canadian Hot 100）        | 32        |
| 新加坡（新加坡唱片工业协会）      | 22        |
| 美国（《告示牌》百大單曲榜）      | 42        |
| 美國（《告示牌》热门乡村歌曲榜）  | 6         |
| 美國（《告示牌》Country Airplay） | 60        |
| 美国（《滚石》百强单曲榜）        | 19        |

## 發行歷史
| 地區 | 日期          | 格式              | 唱片公司              | 參考   |
| ---- | ------------- | ----------------- | --------------------- | ------ |
| 全球 | 2020年7月24日 | 數位下載 串流媒體 | 聯眾                  | [ 3 ]  |
| 美國 | 2020年8月17日 | 鄉村電台          | 聯眾 納許維爾環球音樂 | [ 11 ] |